# Llengües kuki-chin-naga
Les llengües kuki-xin-naga (també kuki-naga i mizo-kuki-xin) són un grup de llengües tibetobirmanes que d'acord amb alguns autors podrien formar un grup filogenètic (tot i que això està discutit). En la hipòtesi més àmplia el grup englobaria 44 llengües i s'estén per Birmània i el nord-est de l'Índia.
La majoria dels parlants d'aquestes llengües es coneixen com a kukī en assamès i com a xin en birmà; alguns també són anomenats naga, tot i que els mizo (o lushai) també són ètnicament diferents.

## Classificació
Les llengües kuki-xin i naga són llengües classificades dins del grup tibetobirmà de les llengües llengües sinotibetanes. Clarament el grup kuki-xin és un grup filogenètic, però el conjunt de llengües classificades com "grup naga" no és un grup filogenètic firmament establert i tampoc està evident que les "llengües kuki-xin-naga" constitueixin una branca filogenètica dins del grup tibetobirmà.
Existeix un acord general en que el karbi està relacionat amb llengües austroasiàtiques, encara que resulta molt aberrant dins d'aquesta família. No obstant això, Thurgood (2003) segueix classificant el karbi dins de l'austroasiàtic. La llengua mru en un altre temps classificada com a llengua kuki es troba actualment en el ja esmentat abans grup austroasiàtic.

### Bradley (1997)
La classificació inicial de les llengües kuki-xin-naga pròpiament dites ha canviat lleugerament des que fossin propostes com a grup fa més d'un segle. En particular l'evidència disponible permet reconèixer un grup kuki-xin i diversos grups que alguns autors relacionen tentativamente amb el kuki-xin. En concret les llengües denominades col·lectivament com "naga" no semblen constituir un grup filognético provat. Bradley exclou un bon nombre de llengües del grup i considera que hi ha relació entre les següents:
Karbi (Mikir): karbi, Amri Kuki-xin Central: Mizo (Lushai), Zyphe, Bawm (Banjogi), Hmar, Hakha (Lai Pawi), Ngawn, Senthang, Tawr, Zotung, Darlong, Pangkhua Septentrional: Falam (Hallam, incl. Laizo, Zahao), Anal, Hrangkhol, Zo (Zou, Zome), Aimol, Biete (Bete), Paite, Siyin (Sizaang), Tedim (Tiddim), Thado, Chiru, Gangte, Kom, Lamkang, Chothe (Old Kuki now Naga), Kharam (Naga), Milhiem, Monsang (Naga), Moyon (Naga), purum (Naga), Tarao (Naga), Ralte, Ranglong, Sakachep, Simte, Vaiphei, Yos Meridional: sho (Asho / Khyang, Bualkhaw, Chinbon, and Shendu), Mara (Lakher), Khumi (Khumi Proper and Khumi Awa), Daai (Nitu), MRO, Mun, Nga la, Welaung (Rawngtu) Bradley (1997) inclou l'meithei.

### Burling (1983)
La classificació de Burling és més conservadora i no considera provada l'existència d'una branca kuki-xin-naga per a ell les llengües comunament agrupades dintre del kuki-xin-naga pertanyen a diferents grups sinotibetanes la relació necessita ser aclarida:
- Grup Ao: Ao-Chungli, Ao-Mongsen, Yacham-Tengsa, Sangtam (Tukumi), Yimchungrü (Yachumi), Lotha (Lhota).
- Grup Angami-Pochuri: Angami, Chokri, Kheza, Mao (Sopvoma), Pochuri (Sangtam meridional, Rengma oriental), Ntenyi, Meluri (Anyó), Pochuri, Simi / *Sema, Rengma (pròpiament dit).
- Grup zeme: zeme (inters, Kachcha), Mzieme, Liangmai (Kwoireng), Nruanghmei (Rongmei, Kabui), Puiron, Khoirao, Maram.
- Grup Tangkhul: Tangkhul, Maring.
- Grup Mizo-Kuki-Xin, dividit al seu torn en:

- Xin septentrional: Tiddim Xin, Siyin, Thado, Ralte, Paite, Gangte, Pawi, Chiru, Simte.
- Xin central: Mizo (Lushai), Lai / Laizo, Hakha Lai, Zahao, Bawm (Banjogi), Mara (Lakher, Maram).
- Xin meridional: sho, Daai (Nitu), Khyang.

- Kuki: Kom, Aimol, Bete, Hallam, Langrong, Anal, Chothe / Chote / Chawte, Hmar.
- Karbi (també anomenat Arleng o Mikir)
- Meithei / Meitei (prèviament anomenat també Manipuri)

### Comparació lèxica
Els numerals comparats en llengües kuki-xin, llengües naga, metei i karbi:
| GLOSA | llengües kuki-chin | llengües ao | llengües angami-pochuri | llengües zeme | llengües tangkhul | Meithei     | Karbi (Mikir) |
| ----- | ------------------ | ----------- | ----------------------- | ------------- | ----------------- | ----------- | ------------- |
| '1'   | *kʰat              | *(ə-)kʰa-   |                         | *kʰət         | *(a-)kʰət         | ə-mə        | isi           |
| '2'   | *hniʔ              | *ə-ni(t)    | *k-ni                   | *k-ni         | *kʰ-ni            | ə-ni        | hi-ni         |
| '3'   | *tʰum              | *ə-sam      | *k-san                  | *k-tʰum       | *k-tʰum           | ə-húm       | ke-tʰom       |
| '4'   | *b-li              | *b-li       | *b-di                   | *mə-dai       | *b-li             | mə-ri       | pʰ-li         |
| '5'   | *b-ŋa *r-ŋa        | *b-ŋa       | *b-ŋa~ *b-ŋo            | *me-ŋai       | *b-ŋa             | mə-ŋa       | pʰo           |
| '6'   | *t-ruk *k-ruk      | *t-ruk      | *ʦ-ro                   | *ʦ-ruk        | *tʰ-ruk           | tə-ruk      | tʰ-rok        |
| '7'   | *s-riʔ *s-giʔ      | *t-ni(t)    | *ʦ-ni~ *s-ni            | *ʦ-nai        | *s-ni             | tə-ret      | 6+1           |
| '8'   | *k-riat *t-riat    | *tiza       | *t-ʦa                   | *ʦ-ʦat        | *t-ʦət            | ni-pan 10-2 | 10-2          |
| '9'   | *t-kua             | *t-ku       | *t-ku                   | *ʦ-kiu        | *t-ko             | mə-pən 10-1 | 10-1          |
| '10'  | *sʰawm             | *tərə       | *t(i)-rə                | *k-reu        | *tʰ-ra            | təra        | kep~ kre-     |
Els guions representen segmentacions morfèmiques introduïdes per a mostrar més nítidament les arrels emparentades.